# 前93年
| 千纪： | 前1千纪 |
| 世纪： | 前2世纪 \| 前1世纪 \| 1世纪                                                                                |
| 年代： | 前120年代 \| 前110年代 \| 前100年代 \| 前90年代 \| 前80年代 \| 前70年代 \| 前60年代                        |
| 年份： | 前98年 \| 前97年 \| 前96年 \| 前95年 \| 前94年 \| 前93年 \| 前92年 \| 前91年 \| 前90年 \| 前89年 \| 前88年 |
| 纪年： | 西汉太始四年                                                                                               |

## 大事记
- 三月，汉武帝第七次封禅泰山

## 出生
- 金建，西汉官员，金日䃅的儿子
- 普布利乌斯·克洛狄烏斯·普爾喀，羅馬共和國末年的政客

## 逝世
- 东方朔，西汉辞赋家。
- 塞琉古六世，塞琉古王国北方王系的国王
- 法爾納喬姆，高加索伊比利亞國王。